# Pauline Harmange
Pauline Harmange (Lille, 6 de diciembre de 1994), es una escritora y ensayista francesa. Recibió una cobertura mediática internacional después de que su ensayo publicado inicialmente con 450 ejemplares Moi les hommes, je les déteste (2020) se agotase algunos días después de su lanzamiento, lo que le generó fuertes críticas.

## Biografía
Pauline Harmange nació el 6 de diciembre de 1994. Su padre es profesor de francés y su madre es profesora de latín.
Pauline Harmange vive en Lille. Se considera como feminista radical y es miembro de una asociación de acompañamiento de víctimas de violaciones y de agresiones sexuales.

## Moi les hommes, je les déteste
El ensayo Moi les hommes, je les déteste (Hombres, los odio en español) fue publicado el 19 de agosto de 2020, con una tirada de 450 ejemplares, por la microeditorial asociativa Monstrograph, creada por Martin Page y Coline Pierré.

### Contenido
En esta obra de 96 páginas, Pauline Harmange defiende la misandria al considerarla inofensiva (porque no ha matado nunca a nadie) en reacción a la misoginia, que estaría al origen de violencias sistémicas que menciona en el libro. Sin embargo, ha afirmado que no se trata de una incitación al odio y el periódico Nouvel Obs calificó el libro de inofensivo, «a pesar de su título provocador». La Vanguardia habló de un título pegadizo y de un texto que lleva a reflexionar y considera que la autora solo peca por «exceso de utopía» cuando reclama relaciones equilibradas con los hombres y solidaridad entre las mujeres. Según Harmange, la misandria supuestamente puede permitir hacer nacer la sororidad.

### Polémica
El 31 de agosto de 2020, Mediapart reveló que Ralph Zurmély, un encargado de misión del Ministerio de la igualdad entre las mujeres y los hombres amenazó la editorial del libro de procedimientos penales, por considerarse una oda a la misandria. En un correo electrónico a la editorial, indicó:

Me permito recordarles que la incitación al odio en base al sexo es un delito penal! Como consecuencia, les pido de retirar de inmediato este libro de su catálogo, so pena de procedimientos penales.

Luego, el Ministerio se distanció de la iniciativa, afirmando que Zurmély había tomado esta iniciativa de forma personal e independiente del Ministerio. Por otra parte, el Observatorio para la libertad de la creación pidió a Ralph Zurmély reconsiderar su postura y pedir disculpas.
La polémica generó un efecto Streisand y la atención de los medios de comunicación provocó que se agotara la tirada inicial y de 2500 ejemplares adicionales, vendidos en las dos semanas después de su salida. La editorial Seuil compró el libro para volver a publicarlo en octubre de 2020. Por otra parte, editoriales estadounidenses e inglesas hicieron ofertas para traducirlo y publicarlo. En enero de 2021, los derechos de traducción para 17 lenguas habían sido vendidos.
Luego de esta exposición mediática internacional, Harmange fue víctima de ciberacoso.

## Publicaciones
- Harmange, Pauline (2020). Moi les hommes, je les déteste (en francés). Monstrograph. p. 96.
  - Harmange, Pauline (30 de septiembre de 2020). Moi les hommes, je les déteste. Éditions du Seuil. ISBN 978-2-02-147683-5. OCLC 1201307213. 
  - Harmange, Pauline (2020). Hombres, los odio. Ediciones Paidós. ISBN 9788449337772.
- Harmange, Pauline (2020). Limoges pour mourir (en francés).